# Girolamo di Corregio
Girolamo di Corregio (né en 1511 à Correggio, dans l'actuelle région de Émilie-Romagne, alors dans les États pontificaux et mort le 20 février 1600 à Rome) est un cardinal italien du XVIe siècle. Il est le fils de la poétesse Veronica Gambara et le neveu du cardinal Uberto Gambara (1539).

## Biographie
Girolamo di Corregio étudie à l'université de Bologne. Il est notamment nonce extraordinaire en France et auprès de l'empereur. Il entre la cour du cardinal Alessandro Farnese et est ministre plénipotentiaire du duc de Parme au congrès de Gand en 1551.
Girolamo di Corregio est créé cardinal par le pape Pie IV lors du consistoire du 26 février 1561. Le cardinal di Corregio est nommé archevêque de Tarente en 1569.
Il participe aux conclaves de 1565-1566 (élection de Pie V) et de 1572 (élection de Grégoire XII).